# Kirchstraße 13 (Köln)

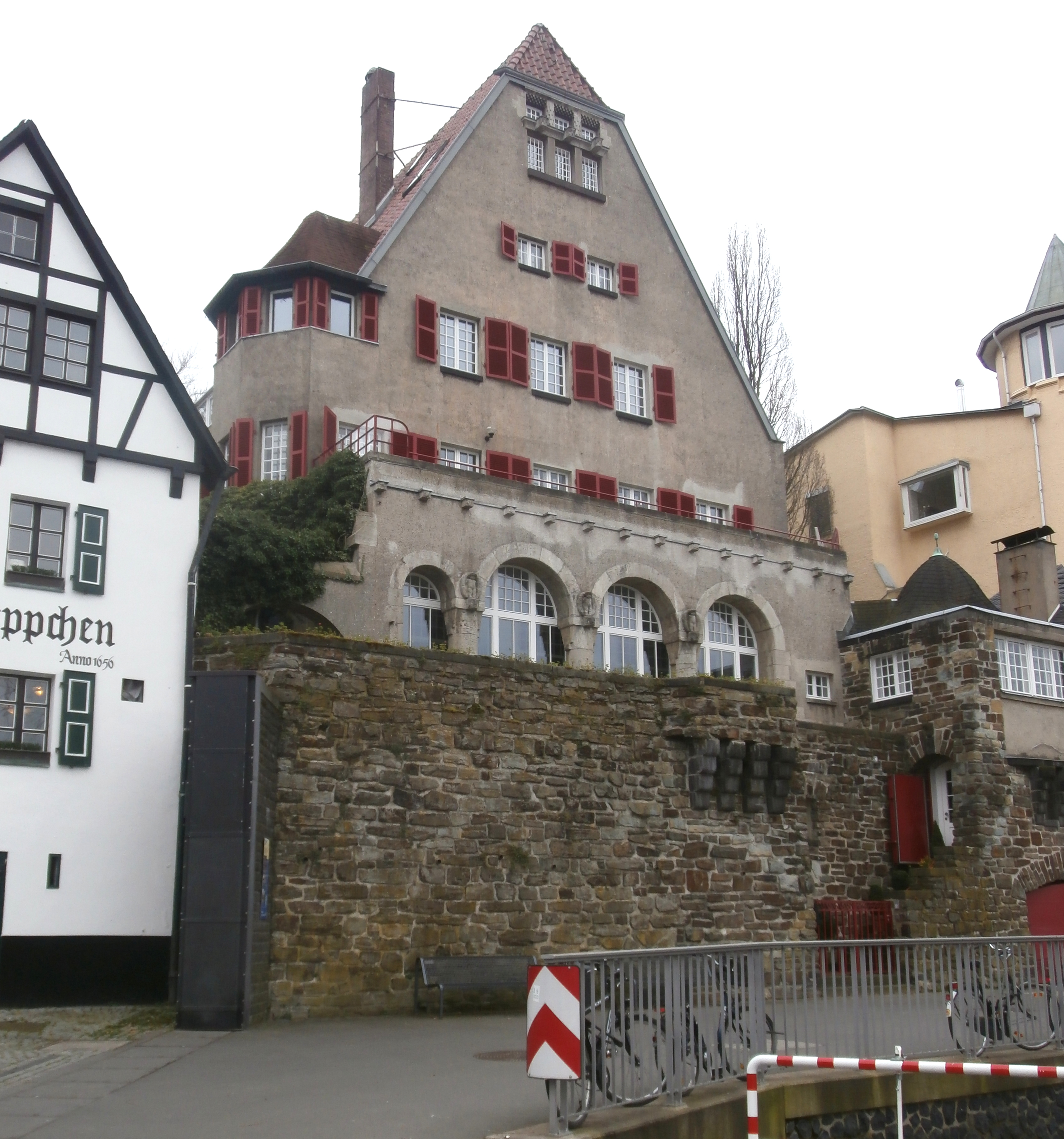
Villa Kirchstraße 13, Rheinfront (2014)

Das Gebäude Kirchstraße 13 im Kölner Stadtteil Rodenkirchen ist eine Villa, die 1909/10 errichtet wurde. Sie liegt an ortsbildprägender Position unmittelbar oberhalb des Rheinufers (Rodenkirchener Leinpfad). Die Villa steht als Baudenkmal unter Denkmalschutz.

## Geschichte
Die Villa entstand für den Bauherrn Wilhelm Kolvenbach (* 1868), einen Pharmazeuten und Chemiker, nach einem Entwurf des Architekten Franz Brantzky. Kolvenbach hatte 1908 unter Kölner Architekten einen Wettbewerb ausgeschrieben, aus dem Brantzky mit dem ersten Preis als Sieger hervorging, der Professor Paul Bachmann (1875–1954) den zweiten Preis und Peter Gärtner mit seinem Mitarbeiter Jacob Berns (1876–1965) sowie Ludwig Paffendorf – seinerzeit in einem Sommerhaus in Rodenkirchen wohnhaft – jeweils einen dritten Preis erhielten. Die Entwürfe wurden unter der Maßgabe ausgearbeitet, die „malerische Umgebung neben einer architektonisch interessanten mittelalterlichen Kapelle“ zu berücksichtigen. Das Preisgericht lobte an Brantzkys Entwurf, dass „die klar und einfach gegliederte Baumasse sich glücklich in die Umgebung einfüg[e]“.
Die Eintragung der Villa in die Denkmalliste der Stadt Köln erfolgte am 24. Februar 1986. Sie ist derzeit Sitz eines privaten Instituts, das im Gesundheitswesen tätig ist.

## Architektur
Die Villa überragt mit bis zu sieben Geschossen die umgebende Bebauung deutlich, ist rheinseitig in eine hohe Ufermauer integriert und grenzt an ihrer Südostseite unmittelbar an ein Fachwerkhaus aus dem Jahre 1656 an. Stilistisch lässt sie sich dem späten Jugendstil zurechnen und nimmt Formen der Burgenromantik auf. Seine im Ortsmaßstab außergewöhnliche Höhe erreicht das Gebäude vor allem durch einen weit überhöhten Giebel. An der Rheinfront besteht ein bis zum dritten Geschoss reichender Söller, in den Rundbogenfenster integriert sind.